# Eberhard Bethge
Eberhard Bethge (28 août 1909 - 18 mars 2000) est un théologien et pasteur allemand, surtout connu pour être l'ami proche et le biographe du théologien et antinazi Dietrich Bonhoeffer.

## Jeunesse
Bethge est née à Warchau, près de Magdebourg, le 29 août 1909. Il fréquente plusieurs universités, comme il est de coutume pour les étudiants en théologie en Allemagne, avant de fréquenter le séminaire souterrain de Finkenwalde en Poméranie où Bonhoeffer enseigne au nom de l'Église confessante d'Allemagne (partie de la résistance antinazie). Bethge devient l'ami proche et le confident de Bonhoeffer. Avec l'aide des congrégations piétistes de l'ancienne province ecclésiastique prussienne de Poméranie, le séminaire est déplacé deux fois après les fermetures imposées par les nazis.

## La résistance
Bien que membre de la Résistance, Bethge est enrôlé pour servir dans l'armée allemande pendant la Seconde Guerre mondiale. Il est ensuite arrêté, avec des dizaines d'autres résistants, après la tentative ratée de tuer Adolf Hitler le 20 juillet 1944, mais il est secouru par les troupes soviétiques peu de temps avant son procès prévu.

## Professeur
Après la guerre, il passe plusieurs années comme pasteur de la même congrégation germanophone à Sydenham, Londres, Angleterre, que Bonhoeffer a desservie de 1933 à 1935. De 1961 jusqu'à sa retraite en 1975, Bethge est directeur du « Collège pastoral » de l'une des Églises régionales protestantes d'Allemagne, l'Église protestante en Rhénanie, chargé de la formation ministérielle continue - une tâche qui comporte sans aucun doute un élément de continuité avec son travail et celui de Bonhoeffer au séminaire de Poméranie dans les années 1930.
Bien que Bethge n'ait jamais été officiellement nommé à un poste universitaire, il occupe divers postes universitaires et de chargé de cours, notamment à la Harvard Divinity School, au Chicago Theological Seminary et à l'Union Theological Seminary à New York et est nommé « Professeur honoraire » à l'Université de Bonn en 1969. Pendant son séjour au CTS, Bethge se rend à Kalamazoo, Michigan, à la fin d'octobre 1966 pour un programme de diner en soirée auquel participent des étudiants des collèges et universités locaux. Il continue à donner des conférences jusqu'à un an avant sa mort en 2000.
Bethge est surtout connu comme l'auteur de la biographie définitive Dietrich Bonhoeffer: Man of Vision, Man of Courage. Bethge rassemble et édite les Lettres et papiers de la prison de Bonhoeffer (dont la plupart lui étaient adressés), ainsi que l'effort inachevé que Bonhoeffer considérait comme l'œuvre principale de sa vie : l'Éthique. En 1995, Bethge édite Friendship and Resistance: Essays on Dietrich Bonhoeffer -.
Étant donné que Bonhoeffer a été pendu par les nazis à 39 ans, un âge relativement jeune, ainsi que le fait que le travail de Bonhoeffer était principalement "dans les coulisses" plutôt qu'à l'avant-garde du mouvement de l'Église confessante, il était largement inconnu en Allemagne et dans le monde. C'est grâce aux efforts inlassables de Bethge que l'héritage théologique et politique de Bonhoeffer a été préservé pour les générations futures et que Bonhoeffer est devenu un théologien clé du XXe siècle.
Bethge est décédé à Wachtberg, Rhein-Sieg-Kreis (district), de Rhénanie du Nord-Westphalie, Allemagne. Il a épousé Renate (nièce de Dietrich Bonhoeffer), et a un fils et deux filles. Il est enterré à Bad Godesberg, un district municipal de Bonn, en Allemagne .

## Publications
- Eberhard Bethge (éd. ), Dietrich Bonhoeffer : Lettres et De Prison, Nouvelle édition fortement augmentée.(New Y Papersork : Touchstone (Simon & Schuster), 1997).
- Eberhard Bethge, Dietrich Bonhoeffer : théologien, chrétien, homme de son temps : une biographie. Rév. éd. (Minneapolis, Fortress Press, 2000).